# S.E.S.
Pour les articles homonymes, voir SES.
Cette page contient des caractères spéciaux ou non latins. S’ils s’affichent mal (▯, ?, etc.), consultez la page d’aide Unicode.
S.E.S. (hangeul : 에스.이.에스, acronyme pour Sea, Eugene, Shoo) est un girl group sud-coréen de K-pop, originaire de Séoul, actif entre 1997 et 2002 puis entre 2016 et 2017. Formé par l'agence SM Entertainment, le groupe est reconnu comme étant le premier groupe de K-pop féminin à succès en Corée du Sud, concurrencé par la suite par deux autres groupes féminins phares de la fin des années 1990, Baby V.O.X et Fin.K.L.
Les S.E.S sont aussi reconnues comme étant l'équivalent féminin de H.O.T. : un boys band également formé par SM Entertainment et extrêmement populaire en Corée du Sud à cette même période.

## Histoire

### Débuts (1996–1997)
Les sources officielles disent que le premier membre du groupe à être découvert par l'agence est Bada. En effet, la rencontre entre cette dernière et Lee Soo-Man, producteur et fondateur de l'agence coréenne SM Entertainment, aurait eu lieu en 1996 lorsque Bada réalisait une performance de chant dans son école. Lee Soo-Man est rapidement séduit par sa voix et lui propose rapidement de signer un contrat dans son agence. Ainsi, Bada est la première membre choisie pour le groupe. La seconde membre qui est choisie pour faire partie du groupe est Eugene. Cependant, cette dernière ne s'est pas présentée physiquement à l'agence mais a envoyé une vidéo depuis l'île de Guam où elle habitait à l'époque. Après avoir visionné sa prestation, l'agence décide de la choisir en tant que membre de S.E.S. La dernière membre, Shoo, est choisie après avoir passé une audition organisée par l'agence. Ainsi, S.E.S est donc formé et les filles ne tardent pas à recevoir des leçons de chant et de danse par leur agence afin d'être prêtes pour leurs débuts[réf. nécessaire].
C'est en 1997 que le premier album des S.E.S sort en Corée du Sud. L'album est intitulé I'm Your Girl et sa promotion débute dès sa sortie au mois de novembre de la même année. L'image des S.E.S est alors une image mignonne et innocente, leurs chansons sont plutôt des chansons douces abordant le thème de l'amour. Mais SM Entertainment désire également montrer que S.E.S est un groupe talentueux. En plus de leurs activités promotionnelles, le groupe fait de nombreuses apparitions dans des émissions télévisées pour montrer l'étendue de leurs talents : Par exemple, Eugene expose ses talents en jouant en tant que pianiste tandis que Shoo et Bada montrent leurs capacités vocales exceptionnelles au public. La stratégie de Lee Soo-Man fonctionne puisque les singles I'm Your Girl et Oh ! My Love deviennent de très grands succès en Corée du Sud et S.E.S deviendra rapidement un des groupes les plus rentables de l'année. Les personnalités des membres commencent elles aussi à se dessiner au sein du groupe et auprès des fans : Bada devient vite la chanteuse principale du groupe et des parties solo lui sont accordées dans les chansons afin qu'elle puisse exposer pleinement ses capacités vocales. Eugene est désignée par les fans comme étant la membre la plus jolie du groupe. Shoo, ayant une personnalité un peu plus discrète que les autres, se démarque peu hormis le fait qu'elle parle couramment le Japonais, ce qui est un atout non négligeable pour le groupe[réf. nécessaire].

### I'm Your GirletSea, Eugene and Shoo(1998)
Un deuxième album sort en 1998 et est intitulé Sea, Eugene and Shoo. Cette fois-ci, l'image du groupe est un peu différente de celle d'avant. Le premier single de l'album Dream Come True (qui est en réalité une reprise de la chanson Like A Fool interprétée par le groupe finlandais Nylon Beat) et le clip de la chanson, se passant dans l'Espace, a un côté innovant, féerique et fantastique où les filles adoptent un look funky et décalé avec des coiffures étranges et des tenues brillantes. Le single remporte un franc succès auprès du public coréen. S.E.S reprend cependant un look un peu plus traditionnel et mignon avec la sortie du second single de l'album : I Love You (너를 사랑해). Le deuxième album des S.E.S sera vendu à près de 650 000 exemplaires.
Fortes de ce succès, les S.E.S sortent en 1998 un autre single mais cette fois-ci au Japon. Intitulé Meguriau Sekai, le single ne rencontrera malheureusement pas le succès attendu. À noter que les S.E.S continueront de produire des singles et des albums en Japonais entre leurs albums Coréens mais ceux-ci ne rencontreront jamais le même succès que ceux enregistrés dans la langue natale du groupe.

### Loveet changement d'image (1999)
Fin 1999, S.E.S réalise un troisième album intitulé Love. Ce troisième album est l'album du groupe le plus vendu avec plus de 750 000 exemplaires écoulés et détient le record de vente pour un groupe féminin en Corée du Sud. Il marque aussi un nouveau changement d'image pour le groupe qui opte pour un concept un peu plus mature et sexy où les membres se teignent les cheveux et enfilent des tenues en cuir, abandonnant ainsi leur image mignonne qui leur collait tant à la peau. Visiblement, les fans adorent ce nouveau concept et Love deviendra un énorme succès en Corée. Ce succès est notamment dû au clip vidéo de la chanson qui est tourné à New York et coûtant 1 million de dollars, une somme gigantesque pour la réalisation d'un clip à cette époque.

### A Letter from Greenland, Surprise(2000–2001)
Le quatrième album des S.E.S, A Lettre from Greenland, sort en décembre 2000 et marque, une nouvelle fois, une volonté de changement d'image de la part du groupe,. Cette fois-ci, le groupe abandonne totalement l'image des petites adolescentes mignonnes et innocentes et s’avancent un peu plus dans un look de « femme mature » : Leur look est beaucoup plus chic et sophistiqué. Quant au style de leurs musiques, celui-ci est un peu plus jazzy et marque un énorme décalage entre les chansons pop et RnB des albums précédents. Show Me Your Love, une ballade sensuelle et très jazzy, est le premier single de l'album et illustre parfaitement les capacités vocales et visuelles du groupe. Ce single marque également la consécration des S.E.S, reconnues alors par le public coréen comme étant les « reines de la K-pop ».
Lors de l'été 2001, le groupe sort un album spécial intitulé Surprise, reprenant en Coréen leurs chansons japonaises. Le premier single de l'album Just in Love (꿈을 모아서) marque le retour à une image joyeuse, proche de l'image de leurs débuts mais le groupe cherche à éviter de retomber dans l'image « mignonne » qui lui collait à la peau lors de cette période. La chanson devient vite très populaire en Corée du Sud et sa promotion est très largement diffusée à travers le pays. Malheureusement, un incident survient pendant une émission musicale télévisée : Bada s'évanouit pendant la performance du groupe, ce qui oblige par la suite ce dernier à stopper toutes activités promotionnelles de l'album pendant une durée indéterminée. Malgré cela, Surprise parvient quand même à se vendre à un peu plus de 357 000 exemplaires.

### Choose My Life-U,Friendet séparation (2002)
L'année 2002 marque la fin de S.E.S avec la sortie d'un cinquième album intitulé Choose My Life-U. Cet album est en fait une continuation de leur quatrième album A Letter from Greenland et reprend un concept mature, sophistiqué et sexy. L'album contient effectivement des photos assez suggestives des filles et le premier single de l'album U, dont le clip vidéo est axé sur la danse, montrent les filles dans des positions dominatrices,. La chanson est un succès et réussit à hisser à nouveau le groupe dans les charts coréens. Un second single est réalisé : Just a Feeling qui est une chanson énergique et dansante à l'image de son clip. Ce single, dont la promotion est nettement moins importante que celles des singles précédents, deviendra l'un des rares singles du groupe à ne pas se hisser en haut des classements musicaux coréens.
Friend est le sixième album des S.E.S réalisé fin 2002. Il comporte le single S.II.S dont le clip vidéo se fait remarquer pour son côté sombre et assez triste et dans laquelle on peut voir les membres représentées dans des situations tristes voire étranges : Bada au bord des larmes en train d'écrire une lettre, Eugene représente une jeune femme atteinte de maladie mentale et Shoo est aperçue en train de caresser une boule de lumière dans un lit. Étrangement, le clip ne sera pas victime de controverses par la suite[réf. nécessaire].
Après la sortie de Friend, SM Entertainment annonce la séparation officielle du groupe. En 2013, Eugene explique la raison de la séparation du groupe lors du talk show Golden Fishery. Le présentateur lui demande tout d'abord si son groupe s'était éteint à cause de l'argent, et Eugene déclare que non, en expliquant la responsabilité de SM Entertainment : « Bada, Shoo et moi voulions renouveler notre contrat, mais SM voulait nous faire signer individuellement. La situation était la même à la signature du premier contrat donc il voulait la même chose pour le renouvellement du contrat ». L'artiste précise les conséquences de ce refus : « Parce que nous n'arrivions pas à obtenir un accord à propos du renouvellement du contrat, nous avons pensé que nous avions déjà atteint des sommets dans notre carrière et qu’il valait mieux se séparer tant que nous étions encore populaires. Nous nous sommes mises d’accord pour nous séparer ».

### Retour et nouvelle séparation (2016–2017)
En octobre 2016, les S.E.S annoncent qu'elles vont faire un retour officiel sur la scène musicale coréenne vers 2017 soit 20 ans après la réalisation de leur premier album,,,. Le 23 novembre 2016, SM Entertainment annonce le projet Remember. Pour le début de ce projet, l'agence annonce qu'un premier single numérique des S.E.S, intitulé Love Story, sera réalisé le 25 novembre,. L'agence annonce également que le groupe aura droit à sa propre émission de téléréalité appelé Remember - I'm Your's S.E.S diffusée par Oksusu app à partir du 5 décembre 2016. Le groupe va également assurer un concert appelé 2016 S.E.S Concert: Remember the Day le 30 et 31 décembre 2016. Il est ainsi également prévu que le groupe sorte un nouvel album le 2 janvier 2017. Le groupe cesse de nouveau ces activités la même année.

## Membres
| Nom de scène | Nom de scène | Nom de naissance | Nom de naissance | Date de naissance | Nationalité  | Position                                                                               |
| Romanisé     | Coréen       | Romanisé         | Cor./Jap.        | Date de naissance | Nationalité  | Position                                                                               |
| ------------ | ------------ | ---------------- | ---------------- | ----------------- | ------------ | -------------------------------------------------------------------------------------- |
| Eugene       | 유진         | Kim Yoo-jin      | 김유진           | 3 mars 1981       | Corée du Sud | Leader, chanteuse principale, danseuse principale                                      |
| Bada         | 바다         | Choi Sung-hee    | 최성희           | 28 février 1980   | Corée du Sud | Chanteuse principale, rappeuse principale, visuel, unnie (la plus âgée)                |
| Shoo         | 슈           | Yoo Soo-young    | 邦 光 洙         | 23 octobre 1981   | Japon        | Rappeuse principale, danseuse principale, chanteuse secondaire, maknae (la plus jeune) |

## Discographie

### Albums studio
- 1997 : I'm Your Girl
- 1998 : Sea, Eugene anf Shoo
- 1999 : Reach Out (sortie au Japon)
- 1999 : Love
- 2000 : A Letter from Greenland
- 2000 : Prime -SES The Best- (sortie au Japon)
- 2000 : Be Ever Wonderful (sortie au Japon)
- 2001 : Here and There - SES Single Collection (sortie au Japon)
- 2001 : Surprise
- 2002 : Choose my life-U
- 2002 : Dalligi + Just a Feeling remix
- 2002 : Friend
- 2002 : Best (sortie au Japon)
- 2003 : Beautiful Songs (sortie au Japon)

### Singles
- 1998 : めぐりあう世界
- 1999 : I'm your Girl
- 1999 : 夢をかさねて
- 1999 : (愛)という名の誇り
- 1999 : T.O.P (Twinkling of Paradise)
- 1999 : Sign of Love/Miracle
- 2000 : Love ~いつまでもオンジェ·カジナ~
- 2000 : 海のオーロラ
- 2000 : Lovin' You

### DVD
- 2000 : SES Video Clips
- 2003 : Brilliant Clips